# Priscilla (álbum)
Priscilla (estilizado em caixa alta) é o sétimo álbum de estúdio e homônimo da artista musical brasileira Priscilla. O seu lançamento ocorreu em 9 de maio de 2024, através da Sony Music Brasil. O álbum foi precedido pelos singles "Quer Dançar" com o Bonde do Tigrão, "Elemento X" e "10/10" com Pabllo Vittar.

## Antecedentes
Ainda em 2021, Priscilla lançou seu sexto álbum de estúdio, Você Aprendeu a Amar? — seu último projeto assinado com o sobrenome Alcantara — onde deixou para trás, definitivamente, e a música gospel, segmento em que construiu uma carreira sólida, para investir no pop. Priscilla comentou que “[o álbum] era um trabalho de transição, 'uma forma de comunicar que estava saindo do nicho cristão'. Agora começo mesmo a nova etapa.”
Em entrevista para O Globo, Priscilla comentou sobre o porquê ter decidido tirar o sobrenome “Alcantara” de seu nome artístico:
| “ | As pessoas que trabalham comigo resistiram um pouco (risos). Querendo ou não, Priscilla Alcantara como uma marca tem muito tempo. Mas eu queria ser incisiva com relação a essa nova fase. Entendi que o 'Alcantara' carregava uma bagagem que ia me trazer mais peso do que leveza. Hoje essa bagagem é motivo de honra e não ferramenta para eu desbravar esse outro caminho, então eu deixei guardadinho com muito respeito, muito amor por tudo que eu vivi, mas entendendo que para o momento que estou trilhando agora não faz mais sentido. E também tem todo um sentido emocional. Tenho um registro de uma entrevista que fizeram comigo quando eu tinha uns 8 anos e perguntaram como é que eu queria ser conhecida quando eu tivesse uns 25/30 anos e a minha resposta foi: 'eu quero ser conhecida como a Priscila que canta'. Então, emocionalmente tem um sentido para mim no sentido que eu só quero realizar o meu sonho de criança que é fazer música. | ” |
|   | — Priscilla, O Globo. |   |

Em 31 de outubro de 2023, Priscilla apagou todas as suas publicações em suas redes sociais e, logo em seguida, postou uma foto que mostra uma carta para os “fãs de Priscilla Alcantara”. Junto a publicação, anunciou três vídeos a serem lançados em sequência, durante essa primeira semana de novembro. No primeiro vídeo, revelou que precisa resetar tudo que ela fez, até agora, como artista. Também foi comentado que seu nome artístico mudaria para, apenas, Priscilla, sem o Alcantara, pois o seu sobrenome já não faria mais sentido nessa nova etapa de sua carreira. No segundo, fala sobre uma canção em que usaria um sample, mas que decidiu chamar o artista original para assinar como uma parceria oficial. No terceiro, revela que seu álbum vai ser intitulado com o seu novo nome artístico.
Em 5 de novembro de 2023, Priscilla compareceu ao Autódromo de Interlagos, para asstisir o 
GP de Fórmula 1, e surpreendeu o público com sua mudança radical no visual. “É um recomeço. Uma representação de uma evolução de dentro para fora e, obviamente, isso ia acabar refletindo na minha arte”, revelou. Diante o ocorrido, fãs antigos começaram a fazer críticas severas à artista, por exemplo “Morreu para as coisas de Deus. E viveu para as coisas do mundo”. Ela, que antes cantava músicas cristãs, já não se titulava cantora gospel desde 2019, mas essa mudança, tanto em seu visual quanto em seu estilo musical, que também foi abordado, foi o que mudou, de vez, a perspectiva dos internautas.

## Lançamento e promoção
Em 6 de novembro de 2023, Priscilla anunciou “Quer Dançar”, em parceria com o grupo Bonde do Tigrão, como o primeiro single do álbum, que é a música citada nos vídeos que ela publicou em suas mídias sociais, com o seu lançamento previsto para três dias depois. A canção apresenta sample de "Cerol na Mão", hit de 2001 do grupo. A música mistura o português e o espanhol em uma pequena parte da letra, com batida pop e funk, que fala da representatividade feminina e latina, além das trivialidades de uma balada. O videoclipe para a música tem roteiro da própria Priscilla, com direção de Aline Lata e direção criativa de Miguel Mello. No clipe, a cantora  aparece ruiva, acompanhada pelos D-AMANTS, grupo de quatro bailarinos que também usam cabelos vermelhos e foram incorporados às apresentações e toda aparição pública da cantora, além da presença do vocalista Leandrinho, do Bonde do Tigrão. O título e capa do disco também foram revelados junto ao anúncio da faixa. Com a divulgação da canção, foi revelado que o projeto teria 17 faixas e que fluiria entre a música eletrônica, o pop e o funk.
Em 13 de novembro de 2023, a segunda canção, intitulada “Fã Incubado”, foi incluída como Lado B do single “Quer Dançar”, servindo como primeiro single promocional do álbum. A faixa ganhou um visualizer em seu canal no YouTube e a ideia da liberação da canção foi amarrar todo o falatório em torno dessa nova fase da cantora. “Foi um jeito de brincar com a situação toda.”
“Elemento X” foi lançada como o segundo single do álbum, em 14 de dezembro de 2023, seguido de um videoclipe. A faixa mistura os gêneros pop e rap, e trás elementos de percussão do pagode baiano, onde sua letra reforça a importância da mulher em reconhecer sua força e canalizar a própria história, enquanto Priscilla apresenta seu alter ego Enyla.
Em 22 de abril de 2024, foi revelado, por meio de suas redes sociais, que a data de lançamento do álbum seria revelada no dia seguinte, que é oficialmente 9 de maio. Com 16 faixas que abarcam 13 músicas e três interlúdios, o álbum conta com as participações especiais de Bonde do Tigrão, Pabllo Vittar e Péricles.

## Conceito
Segundo Priscilla, não existe uma inspiração definida por trás do projeto. “O álbum é fruto de muitas referências que guardei a minha vida toda”, contou. “O álbum passeia por vários gêneros. Tem sons mais urbanos com o funk, tem samba, tem rock, tem bossa nova e tem pop. Apesar de parecerem estilos opostos, eles têm um elo. É importante não se perder na versatilidade”, concluiu. Para o álbum homônimo, Priscilla criou Enyla, seu alter ego para a nova era – e tem uma premissa clara: “Enxergo minhas obras como legado. Não sei se essa vai ser compreendida hoje, mas com o passar do tempo vai. E vai me representar até mesmo quando eu não estiver aqui”. O cabelo vermelho, por exemplo, foi um desses detalhes adotados a partir da ideia da Enyla. “Eu adoro mudança, então sempre foi uma característica da minha adolescência mudar o cabelo. E eu já tive muitos cabelos coloridos e daí eu queria muito mudar agora”, explicou. Em entrevista à Marie Claire, Priscilla revelou que sua relação com a religião se transformou a partir das críticas que sofreu por seu pensamento progressista, deu detalhes da sua conexão com a comunidade LGBTQIAPN+ – que chegou a inspirar uma faixa do novo disco e - e falou da sua busca para encontrar uma fé "autônoma e humanizada", que não dá margem para preconceitos. “O meu grande objetivo nos meus últimos anos de vida foi desvincular minha fé de qualquer coisa que se aproxime do preconceito, e foi o que eu fiz.”

## Lista de faixas
Créditos adaptados do Tidal.
| Priscilla – Edição padrão |                                     |                                                                                 |         |  |
| N.º                       | Título                              | Compositor(es)                                                                  | Duração |  |
| 1.                        | "Priscilla"                         | Priscilla Alcantara Carlos Bezebra Leandro Moraes                               | 1:38    |  |
| 2.                        | "Quer Dançar" (com Bonde do Tigrão) | Priscilla Bezebra Leandro Moraes                                                | 2:10    |  |
| 3.                        | "10/10" (com Pabllo Vittar)         | Priscilla Bezebra                                                               | 2:16    |  |
| 4.                        | "Doce Veneno (Aitoheiwa)"           | Priscilla Bezebra                                                               | 2:11    |  |
| 5.                        | "Fora da Lei"                       | Priscilla Bezebra                                                               | 2:58    |  |
| 6.                        | "High"                              | Priscilla Bezebra Nave Beatz                                                    | 2:28    |  |
| 7.                        | "Bossa" (com Péricles)              | Priscilla Bezebra Jessé Ferreira Tiago Skiter                                   | 3:25    |  |
| 8.                        | "Bonita" (Interlúdio)               | Tom Jobim Ray Gilbert                                                           | 0:50    |  |
| 9.                        | "Fã Incubado"                       | Priscilla Bezebra                                                               | 2:19    |  |
| 10.                       | "Pink Savannah" (Interlúdio)        | Priscilla Bezebra                                                               | 0:27    |  |
| 11.                       | "La Reina"                          | Priscilla Bezebra Clau Douglas Moda Jenni Mosello Lary Ferreira Lucas Vaz       | 2:25    |  |
| 12.                       | "Elemento X"                        | Priscilla Bezebra Carol Biazin Nairo Tiê Castro Elias Mafra Paiva Juliano Valle | 2:26    |  |
| 13.                       | "Axort" (Interlúdio)                | Priscilla Bezebra                                                               | 0:38    |  |
| 14.                       | "Falso-Bom-Rapaz"                   | Priscilla Bezebra Francci                                                       | 2:47    |  |
| 15.                       | "Sinal Verde"                       | Priscilla Bezebra Day Limns Delucca Dougie Ribeiro Gavi Renato Galozzi          | 3:21    |  |
| 16.                       | "Unicórnios"                        | Priscilla Bezebra Clau Mosello Lary Lucas Tiê                                   | 3:02    |  |
| Duração total:            | Duração total:                      | Duração total:                                                                  | 35:21   |  |

Notas
- Todas as faixas são estilizadas em letras maiusculas.

## Show
Datas
| Data                  | Cidade         | País   | Local             |
| --------------------- | -------------- | ------ | ----------------- |
| 30 de junho de 2024   | São Paulo      | Brasil | Tokio Marine Hall |
| 10 de janeiro de 2025 | Rio de Janeiro | Brasil | Marina da Glória  |

## Histórico de lançamento
| Região | Data              | Formato                    | Versão | Gravadora | Ref.          |
| ------ | ----------------- | -------------------------- | ------ | --------- | ------------- |
| Várias | 9 de maio de 2024 | Download digital streaming | Padrão | Sony      | [ 29 ] [ 30 ] |